# Les granotes que demanen un rei
Les granotes que demanen un rei és una faula de Jean de La Fontaine d'origen grec.

## Argument
Les granotes demanen a Júpiter que els doni un rei digne d'elles. Primerament, el déu envia un tronc. Fa soroll en caure i atemoreix els animals, però aviat comproven que és inert i que poden pujar-hi al damunt. Aleshores creuen que el seu rei pot ser objecte de befa i demanen un altre monarca. Júpiter els envia una cigonya, que menja aleatòriament les granotes que vol. Elles es queixen al déu, però aquest afirma que han d'assumir les conseqüències de la seva petició.

## Anàlisi
El missatge explícit de la faula és que cal ser responsable amb el que es desitja i assumir els efectes de les pròpies decisions però la faula, ja des de temps de Fedre, ha estat llegida com un advertiment polític. De vegades cal acceptar el mal present per no tenir un mal pitjor en el futur. Les lectures polítiques posteriors han estat variades. En primer lloc, s'ha vist com una crítica a l'anarquisme, ja que són les granotes qui demanen que algú les governi i exigeixen a més que sigui ferm. Per contra, altres interpretacions han destacat que és preferible un rei amb poc poder (moviment) enfront un tirà o rei poderós que acaba matant els súbdits a plaer.